# مانجا (بخش)
مانجا (به لاتین: Manja) یک بخش‌های ماداگاسکار در ماداگاسکار است که در منابه واقع شده‌است.